# Kickxia
Kickxia é um género botânico pertencente à família Plantaginaceae. Tradicionalmente este gênero era classificado na família das Scrophulariaceae.

## Espécies
Composto por 83 espécies:
- Kickxia abhaica
- Kickxia acerbiana
- Kickxia adpressa
- Kickxia africana
- Kickxia aegyptiaca
- Kickxia arborea
- Kickxia asparagoides
- Kickxia azraqensis
- Kickxia bentii
- Kickxia bibolophylla
- Kickxia blancoi
- Kickxia bombycina
- Kickxia borneensis
- Kickxia brunneri
- Kickxia cabulica
- Kickxia campyloceras
- Kickxia caucasica
- Kickxia chasmophytica
- Kickxia cirrhosa
- Kickxia collenetteana
- Kickxia commutata
- Kickxia corallicola
- Kickxia dealbata
- Kickxia dentata
- Kickxia dichondrifolia
- Kickxia elastica
- Kickxia elatine
- Kickxia elatinoides
- Kickxia elegans
- Kickxia floribunda
- Kickxia fruticosa
- Kickxia gitingensis
- Kickxia glaberrima
- Kickxia gombaultii
- Kickxia graeca
- Kickxia gracilis
- Kickxia hartlii
- Kickxia hastata
- Kickxia heterophylla
- Kickxia incana
- Kickxia judaica
- Kickxia kasalensis
- Kickxia kneuckeri
- Kickxia kuriensis
- Kickxia lanigera
- Kickxia lasiopoda
- Kickxia latifolia
- Kickxia macgregori
- Kickxia macilenta
- Kickxia membranacea
- Kickxia merrittii
- Kickxia monodiana
- Kickxia nubica
- Kickxia ovata
- Kickxia papillosa
- Kickxia pendula
- Kickxia petiolata
- Kickxia petrana
- Kickxia pseudoscoparia
- Kickxia qaraica
- Kickxia racemigera
- Kickxia ramosissima
- Kickxia sabarum
- Kickxia saccata
- Kickxia sagittata
- Kickxia scalarum
- Kickxia scariosa
- Kickxia scariosepala
- Kickxia scheffleri
- Kickxia schmidtii
- Kickxia scoparia
- Kickxia sieberi
- Kickxia somalensis
- Kickxia spartea
- Kickxia spartioides
- Kickxia spiniflora
- Kickxia spuria
- Kickxia subsessilis
- Kickxia urbanii
- Kickxia webbiana
- Kickxia wigmani
- Kickxia woodii
- Kickxia zenkeri

## Nome e referências
Kickxia Dum.